# Arbre genealògic

Arbre genealògic

Un arbre genealògic és una taula genealògica que exposa dades genealògiques d'un subjecte o d'un matrimoni d'una manera organitzada i sistemàtica. L'arbre pot ser ascendent, és a dir que mostra els avantpassats del subjecte d'estudi, o pot ser descendent, mostrant la seva descendència. La imatge de l'arbre per il·lustrar les relacions de parentiu data de l'edat mitjana. De vegades, l'arbre només es refereix al llinatge masculí, és a dir sense incloure la descendència de les filles casades; o a la inversa, només femení. Hi ha diferents mètodes per representar els arbres genealògics, sent el més conegut el sistema de numeració de Sosa-Stradonitz.